# Стефаун Сігюрдссон
Стефаун Сігюрдссон (ісл. Stefán Sigurðsson, також відомий як Стефаун фрау Гвітадал (ісл. Stefán frá Hvítadal, букв. — «Стефаун з Гвітадалюра»); 11 жовтня 1887, Гольмавік — 7 березня 1933) — ісландський поет; один із провідних поетів-неоромантиків в ісландській літературі.

## Біографія
Стефаун Сігюрдссон народився 11 жовтня 1887 року в місті Гоульмавік у сім'ї тесляра Сігюрдюра Сігюрдссона (ісл. Sigurður Sigurðsson), який спеціалізувався на будівництві та ремонті церков, і Гвюдрун Йоунсдоттір (ісл. Guðrún Jónsdóttir), домогосподарки. Його батьки вважаються одними із засновників міста, а Стефаун став першою дитиною, народженою в ньому.
Спочатку він жив у Гоульмавіку, потім його відправили на виховання до свого двоюрідного брата на ферму Стоура-Фьяраргодн на Страндірі. Пізніше Стефауна забрали у прийомну сім'ю у Сейрбайрі в Гвітадалюрі, де у нього з'явився доступ до освіти та книг. Читати книги Стефауну сподобалося більше, ніж працювати у брата на фермі. Саме у Гвітадалюрі, коли йому було всього 12 років, Стефаун став складати вірші (найраніший з віршів, що збереглися, датований 1899 роком).
У 1902 році Стефаун вирушив на південь до Рейк'явіка, щоб здобути освіту, але через грошові проблеми йому довелося повернутися назад на захід, тепер уже в Ісафіордюр, де він влаштувався працювати учнем друкаря у видавництво «Vestra». На початку 1906 року Стефаун випадково впав з крутих сходів. Перелом, який він отримав від падіння, не гоївся тривалий час, і йому довелося ходити з палицею. Наприкінці 1906 року, кульгавий, він їде з Ісафіордюра додому, так і не завершивши навчання у друкаря. У лютому 1907 року молодий поет Стефаун захворів на туберкульоз кісток, що не пішло на користь його поламаній нозі, у 19 років він втратив ступню вище щиколотки. Після втрати ноги він тривалий час не міг влаштуватися на роботу, хоч йому і зробили дерев'яний протез, як було заведено на той час. Протез мав складну систему шкіряних кріплень, які розташовувалися на спині та повністю облягали куксу до коліна. Кукса часто запалювалася та боліла, цей біль переслідував поета все життя.
У наступні роки Стефаун багато блукав Ісландією, але так і не зміг знайти постійну роботу. Влітку 1912 року разом із Торберґуром Тордарсоном (який у майбутньому став відомим ісландським письменником) він працював робітником на засолюванні оселедця в Акурейрі. Восени 1912 року Стефаун поїхав до Норвегії спробувати щастя там. У Норвегії він якийсь час працював робітником на корабельні, потім знову захворів на туберкульоз, і йому довелося лікуватися у санаторії.
Додому до Ісландії він повернувся у 1915 році дуже хворим і якийсь час знаходив притулок в Унюгусі (ісл. Unuhús, букв. — «Дім Уни»), відомому на початку XX століття як місце проживання ісландських авангардних письменників, художників і мислителів. Саме там нове покоління ісландських письменників, поетів і художників лівого спрямування зустрічалося та обговорювало долі своєї нації та світу.
У 1919 році Стефаун одружився з Сігрідюр Йоунсдоттір (ісл. Sigríður Jónsdóttir) і переїхав жити на ферму біля Бессатунга у Сейрбайрі, що у Даласіслі. У шлюбі у них народилося 10 дітей. Подружжя проводило більшу частину часу у себе на фермі, лише зрідка навідуючись у навколишні садиби. Так Стефаун іноді бував у гостях на фермі біля Міклагардюра, де біля прийомної матері жив Стейдн Стейнарр, який згодом став одним із найвпливовіших ісландських поетів XX століття і провідним поетом-модерністом в Ісландії. Коли у 1930 році Стейдн Стейнарр підчепив у Рейк'явіку поліомієліт, після якого у нього паралізувало ліву руку та частково лівий бік тіла, то Стефаун, дізнавшись про біду Стейдна, вирішив допомогти йому, позичив гроші та відвів його жити до свого друга Ерландюра, який на той час володів Унюхусом. Згодом в інтерв'ю, яке надрукували у «Nýja Helgafell» у 1958 році, Стейдн Стейнарр розповідав, що коли він в останній раз зустрічався зі Стефауном з Гвітадалюра незадовго до його смерті у березні 1933 року, то Стефаун, прочитав три нещодавно опублікованих у журналі вірші Стейдна, сказав:

Я завжди знав, що в тобі щось є, щоб ти, чорт забирай, люди не говорили. Але тих проклятих дурнів було багацько!
Оригінальний текст (ісл.)
Ég vissi það alltaf, að það býr eitthvað í þér, hvað sem helvítis karlarnir segja. En mikill bölvaður bjáni gastu verið að hafa þau svona mörg!

## Творчість
Свою першу збірку віршів «Söngvar förumannsins» Стефаун опублікував у жовтні 1918 року. Ця збірка зробила переворот у поетичній історії Ісландії тим, що вірші здебільшого були написані від першої особи, оскільки складав їх поет про себе та для себе, що йшло у розріз з ісландською віршованою традицією. Усього за своє життя Стефаун написав п'ять книг віршів, остання з яких, «Anno domini», вийшла як літературна програма до журналу:
1. Söngvar förumannsins (укр. «Пісні кочівника»). — Reykjavík: Prentsmiðjan Gutenberg, 1918. — 94 bls.
2. Óður einyrkjans (укр. «Пісня самотнього трудівника»). — Reykjavík: Prentsmiðjan Gutenberg, 1921. — 94 bls.
3. Heilög kirkja (укр. «Свята церква»). — Reykjavík: Acta, 1924. — 62 bls.
4. Helsingjar (укр. «Білощокі казарки»). — Reykjavík: Félagsprentsmiðjan, 1927. — 112 bls.
5. Anno domini (укр. «У рік Господа»). — Reykjavík: Perlur, 1930. — 56 bls.